# 起心書房
株式会社 起心書房（きしんしょぼう）は、神奈川県鎌倉市にある仏教系出版社。
漢訳・日本語訳されてないサンスクリット語・チベット語の密教・中観派関連仏典の翻訳を中心に、仏教書を出版している。

## 主な翻訳書
密教関連
- 『蔵文和訳 大日経』（『大日経』系密教 原典研究叢刊1）北村太道 訳、2020年
- 『全訳 ブッダグヒヤ 大日経広釈』（『大日経』系密教 原典研究叢刊2）北村太道 訳、2020年
- 『全訳 金剛頂大秘密瑜伽タントラ』（『金剛頂経』系密教 原典研究叢刊1）北村太道・タントラ仏教研究会 訳、2012年
- 『『一切悪趣清浄儀軌』の研究』（『金剛頂経』系密教 原典研究叢刊2）中島小乃美 著、2012年
- 『全訳 降三世大儀軌王 / 同 ムディタコーシャ註釈』（『金剛頂経』系密教 原典研究叢刊3）北村太道・タントラ仏教研究会 訳、2014年
- 『初会金剛頂経概論 『タントラ義入』の研究　─ブッダグヒヤ本論・パドマヴァジュラ註釈の全訳と解説─』（『金剛頂経』系密教 原典研究叢刊4）北村太道 著、2016年

中観派関連
- 『全訳 チャンドラキールティ 入中論』瓜生津隆真・中沢 中 訳、2012年
- 『全訳 チャンドラキールティ 中観五蘊論』横山 剛 訳、2021年
- 『全訳 シャーンティデーヴァ 学処集成』佐々木一憲 訳、2023年
- 『全訳 アティシャ 菩提道灯論』望月海慧 訳、2015年
- 『全訳 ツォンカパ 中論註『正理の海』』クンチョック・シタル / 奥山裕 訳、2014年

般若心経関連
- 『般若心経註釈集成〈インド・チベット編〉』渡辺章悟・高橋尚夫 編、2016年
- 『般若心経註釈集成〈中国・日本編〉』渡辺章悟・高橋尚夫 編、2018年

その他
- 『全訳 ダライ・ラマ1世 倶舎論註『解脱道解明』』現銀谷史明 / ガワン・ウースン・ゴンタ 訳、2017年
- 『全訳 極楽誓願註 ─チベット浄土教講義録─』（カルマ・チャクメ本偈、ソナム・チュードゥプ註釈）中沢 中 訳、2014年
- 『蔵文和訳 大乗アングリマーラ経』加納和雄 訳、2024年
- 『蔵文和訳 阿闍世王経』宮崎展昌 訳、2023年